# Svenska dialekter

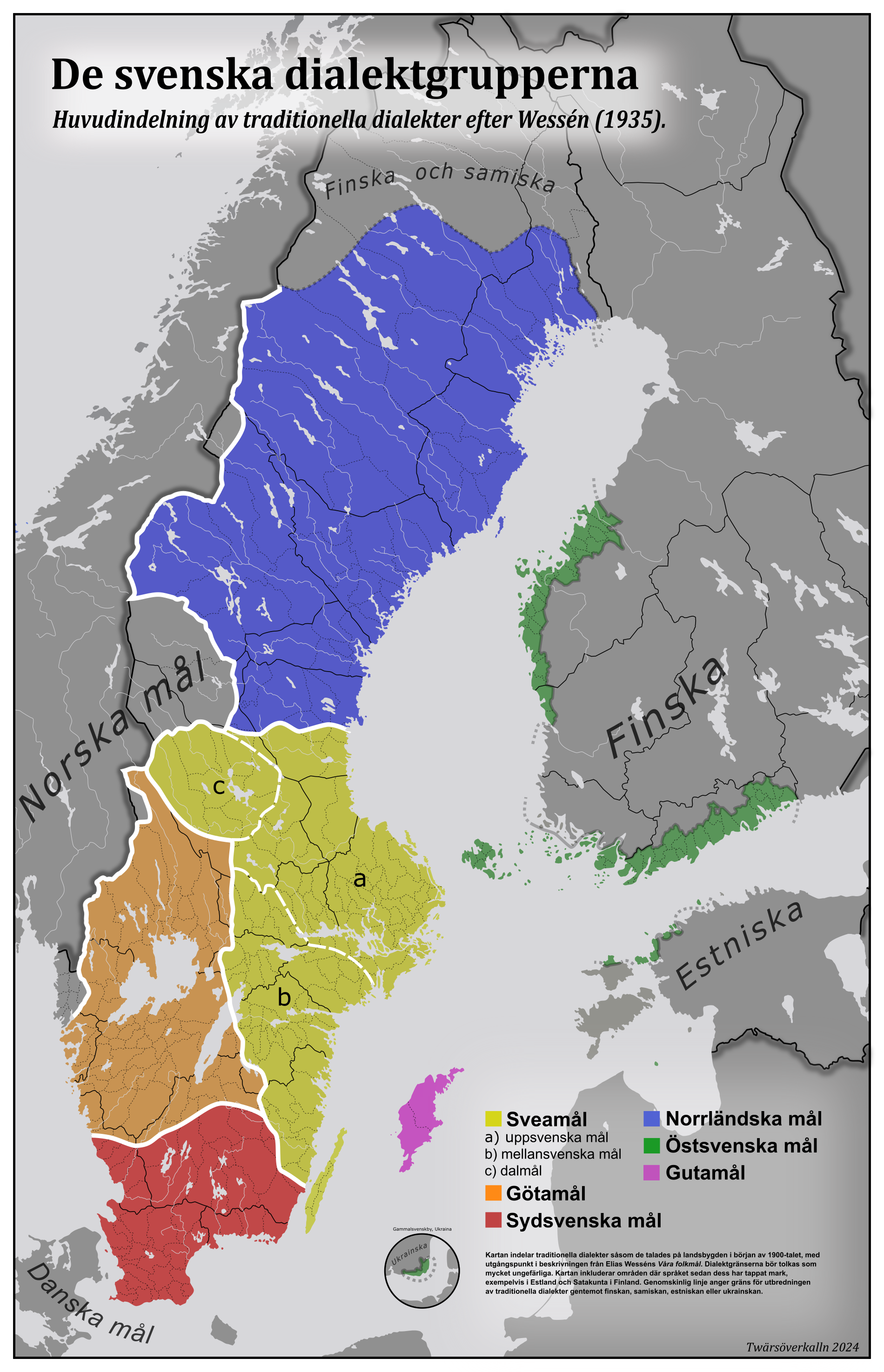
Kartan visar den traditionella indelningen av det svenska språket i sex dialektområden. Emellertid räknas inte traditionell härjedalska och Övre Frostvikenmål i Jämtland till svenska språket, utan till trönderska. Några skarpa gränser finns inte mellan områdena, men däremot har gränsen tidigare varit skarp mot finskan i Tornedalen.I Norrlands inland dominerade olika samiska varianter fram till 1700-talet.

Svenska dialekter är ett samlingsbegrepp som innefattar dels de ur fornöstnordiskan utvecklade genuina dialekter som talas och har talats i nuvarande Sverige och Finland, och dels de moderna, dialektpåverkade varianterna av standardspråket. De genuina dialekterna kallas även folkmål, bygdemål eller sockenmål. Språkvetare räknar med de fyra nivåerna genuin dialekt, utjämnad dialekt, regionalt standardspråk och neutralt standardspråk, men regionalt standardspråk kallas i dagligt tal ofta ”dialekt”. Även i områden som länge varit en del av Sverige, men som tidigare tillhört Norge eller Danmark, brukar man säga att befolkningen talar svenska dialekter. I de områden som tidigare har tillhört Danmark (Skåne, Blekinge och Halland) talar man historiskt sett också om östdanska dialekter, med undantag för den götamålstalande norra hälften av Halland. Gutniskan, som talas på Gotland, härstammar inte från fornsvenskan, men räknas ändå ofta till de svenska dialekterna eftersom Gotland är en del av Sverige. Dialekterna i västra och norra Sverige har ofta västnordiska drag.
Många av de mer särpräglade dialekter som talas i orter som Klövsjö i Jämtland, Orsa i Dalarna, Burträsk i Västerbotten eller Närpes i Österbotten omfattar ofta mer distinkta fonetiska och grammatiska aspekter, såsom upprätthållandet av äldre kasussystem. Dessa dialekter kan vara nästintill obegripliga för de flesta svenskar och de flesta talarna behärskar även riks- eller högsvenska. Dialekterna är ofta så lokala att de kan begränsas till enskilda socknar. Dessa ursprungliga folkmål har försvagats på grund av dialektfobisk politik och dialektfobiska attityder, i synnerhet i skolan från 1800‐talet fram till slutet av 1900‐talet. I Sverige har inga dialekter fått någon officiell status trots att Sverige har skrivit under Minoritetsspråkskonventionen. Älvdalska erkändes till exempel som ett eget språk av SIL International 2015, med beteckningen ovd på Ethnologue.

## Dialekter
Dialekterna har traditionellt delats in i sex större dialektområden, som sinsemellan har likartade drag i fråga om grammatik, uttal och ordförråd. Gränserna mellan dessa områden är inte skarpa, och indelningen har mest en pedagogisk funktion.
Under varje rubrik anges länkar till inspelningar av dialektprov från olika platser. Siffrorna refererar till kartan intill. Ljudfilerna (utom de Estlandssvenska) tillhör SweDia, ett svenskt dialektforskningsprojekt, som har lagt upp inspelningar av sammanlagt 100 olika dialekter med fyra olika talare för varje ort; äldre kvinna, äldre man, yngre kvinna och yngre man. Avsikten är främst att spela in hur man talar nu. Många av de inspelade talar inte sitt områdes genuina dialekt utan en utblandad svenska.

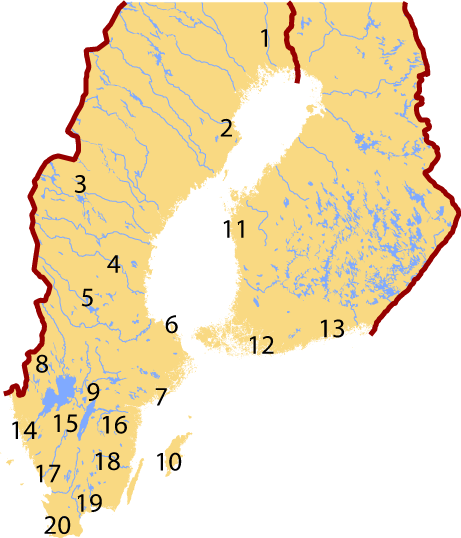
Svenska dialektprov.

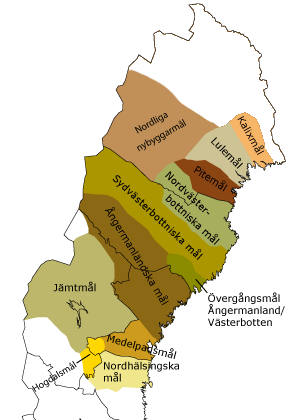
Norrländska dialektområden. Kartan är mer detaljerad när det gäller förhållandena i Övre Norrland än för resten av Norrland.

- Norrländska mål — norra Hälsingland, Medelpad, Jämtland, Ångermanland, Västerbotten, Norrbotten och Lappland. Nordgränsen för de gamla svenska dialekterna följer i stort sett östra och norra sockengränsen för Nederkalix och Överkalix socknar samt vidare från nordspetsen av Överkalix socken i en båge mot söder till Porjus, varefter den följer Stora Lule älv. Tornedalen har varit övervägande finskspråkig. De nordiska dialekterna inom det tidiga Västerbotten (inkluderar Piteå, Luleå och Kalix) är som regel både mer konservativa och innovativa än de sydligare dialekterna och skiljer sig från de sydligare målen genom att man bland annat bevarat dativ- och ackusativformer, bevarat de gamla diftongerna och även skapat nya. De flesta av Härjedalens dialekter har traditionellt räknats som norska och ingår därför inte i de norrländska målen.[2][7]

1. Överkalix, Norrbotten; äldre man
2. Burträsk, Västerbotten; äldre kvinna
3. Aspås, Jämtland; yngre man
4. Delsbo, Hälsingland; yngre man
- Sveamål — Stockholm, Uppland, Gästrikland, södra Hälsingland, Dalarna, östra Västmanland samt norra och östra Södermanland. Övriga Södermanland och Närke utgör ett övergångsområde mot götamålen, och norra Hälsingland ett övergångsområde mot de norrländska målen. Dialekterna i Särna och Idre anses stå närmare det norska språket än det svenska.[2]

5. Älvdalen, Dalarna; äldre kvinna
6. Gräsö, Uppland; äldre man
7. Sorunda, Södermanland; yngre man
9. Viby, Närke; äldre man
- Gotländska mål — Gotland och Fårö.[2]

10. Fårö, Gotland; äldre man
- Östsvenska mål — svensktalande bygder i Finland och Estland.[2]

11. Närpes, Österbotten; yngre kvinna
12. Dragsfjärd, Åboland; äldre man
13. Borgå, Nyland; yngre man
Aiboland, Estland; Ljudfiler på sajten Den Andra Stranden.
- Götamål — Västergötland, Dalsland, norra Småland, norra Halland och sydvästra Östergötland. Dialekterna i Värmland räknas också till götamålen men intar en särställning. Bohuslän utgör ett gränsområde mellan sydsvenska, götiska och norska mål.[2] I denna sammanställning har bohuslänskan placerats nedan under Övriga mål.

8. Köla, Värmland yngre kvinna
15. Floby, Västergötland; äldre kvinna
16. Rimforsa, Östergötland; yngre man
18. Stenberga socken, Småland; yngre kvinna
- Sydsvenska mål — Skåne och Blekinge samt södra delen av Halland och Småland.[2]

17. Årstad-Heberg, Halland; yngre man
19. Jämshög, Blekinge; äldre kvinna
20. Bara, Skåne; äldre man
- Övriga mål (dvs. härjedalsmål, som traditionellt anses stå närmare norska än svenska, samt bohuslänska mål, ibland under götamål. Även jämtska kan placeras i denna kategori, se: Nordiska dialekter).

14. Orust, Bohuslän; äldre man
Storsjö, Härjedalen; äldre man

## Dialektforskning
Dialektforskningen i Sverige har gamla anor. Redan på 1600-talet fick landets antikvarier i uppdrag att göra förteckningar över svenska dialektord, och den första publicerades av Johannes Bureus. På 1700-talet publicerades svenska dialektlexikon av bland andra Johan Ihre och Sven Hof. År 1867 gav Johan Ernst Rietz ut Svenskt dialektlexikon, som fortfarande är den enda heltäckande ordboken över svenska dialekter. Projektet Ordbok över Sveriges dialekter startade 1954 med Vidar Reinhammar som huvudredaktör. Syftet var att ersätta Rietzs lexikon med en gedignare och mer uppdaterad dialektordbok. Tre band publicerades 1991–2000 innan utgivningen upphörde, och projektet är nu vilande. Under förra halvan av 1900-talet fanns också flera landskapsspecifika ordboksprojekt. Forskning inom svensk och nordisk dialektologi bedrivs vid flera universitet, såväl som vid Institutet för språk och folkminnen.
Bland översiktliga verk som behandlar svenska dialekter är Elias Wesséns Våra folkmål (1935) och Bengt Pamps Svenska dialekter (1978) bland de mer framträdande.
Svenska landsmål och svenskt folkliv är den främsta svenska vetenskapliga tidskriften som behandlar området dialektologi. Den kommer ut årligen och innehåller både dialektologiska artiklar och recensioner av ny dialektlitteratur.
Sedan 2000 har den dialektsyntaktiska forskningen gett ett nytt perspektiv på dialekterna i Europa. I Norden har man genom de stora samarbetsprojekten ScanDiaSyn och NORMS erhållit mycket ny kunskap om dialekterna, och man har dessutom publicerat stora korpusar över alla Nordens dialekter i Nordic Dialect Corpus, och data om deras syntax i Nordic Syntax Database.

## Rikssvenska
Rikssvenska är den vanligaste termen för det standardspråk som uppstått främst ur de dialekter som talas kring Stockholmsregionen och som används av den stora majoriteten av svenskar. I Finland existerar fortfarande termen högsvenska för att skilja det finlandssvenska standardspråket från det i Sverige, där termen ses som tämligen ålderdomlig. Dock finns det skillnader mellan de båda standardspråken, såsom i vokabulär och uttal, även om dessa skillnader är relativt små. Rikssvenskan har många olika regionala varianter som är typiska för vissa delar av landet (regioner, landskap, städer). Även om dessa varianter ofta är påverkade av de mer genuina bygdemålen, så är grammatik och fonologi i högsta grad mellansvenska. I massmedia är det numera ganska vanligt att journalister talar med en distinkt regional accent, även om det vanligaste och mest normerande fortfarande anses vara de mellansvenska dialekterna.
Även om rikssvenskan och dess definition är etablerad bland språkforskare och rätt tydligt definierad, så är de flesta svenskar ovetande om denna definition och hänvisar ofta till regionala varianter som "dialekter". I en undersökning som genomfördes av Handelns Utredningsinstitut (HUI) i december 2005 framgick att 54% av de svarande ansåg att "rikssvenska" var den variant av svenska de helst ville höra från en telefonförsäljare. Detta trots att till exempel "gotländska" och "skånska", som bör betraktas som regionala varianter av standardsvenska, var givna som alternativ i undersökningen.

## Finlandssvenska

Finlandssvenska dialekter.

Finland var sedan medeltiden en del av Sverige, och svenska fortsatte att vara det enda administrativa språket från rikssprängningen 1809 ända fram till 1902 och det dominerande kultur- och utbildningsspråket fram till Finlands självständighet 1917. I det självständiga Finlands konstitution har svenskan ställning som det ena nationalspråket, jämställd med finskan. 2004 talade enligt officiell statistik 5,5% av den finländska befolkningen svenska som modersmål.
Det finlandssvenska standardspråket ("högsvenska") talas i de större städerna, i synnerhet i Åbo och Helsingfors, och dominerar i media, i officiella sammanhang och när personer från Österbotten och andra landsdelar möts. Språkvården strävar efter att det finlandssvenska standardspråket inte skall driva för långt från rikssvenskan, och uppmanar till att begränsa användningen av en del finlandismer i sammanhang med också rikssvenska lyssnare eller läsare. Skillnaderna mellan finlandssvenskt och rikssvenskt standardspråk är små, förutom viss terminologi jämförbara med skillnaderna inom det rikssvenska standardspråket så som det talas i olika landsändar.
De finlandssvenska dialekterna brukar delas in i fyra grupper: österbottniska, åländska, åboländska och nyländska. Huvudgrupperna delas ytterligare in i norra, mellersta och södra Österbotten; västra och östra Åland; västra och östra Åboland samt västra, mellersta och östra Nyland. Dialekterna är mest traditionella i Österbotten, östra Nyland och delar av den åboländska skärgården, medan Åland och västra och mellersta Nyland har genomgått en ansenlig dialektutjämning. En del av dialekterna på den österbottniska landsbygden skiljer sig avsevärt från högsvenskan, i en del fall så att de flesta svensktalande från södra Finland har svårt, eller överhuvudtaget inte klarar, att förstå dem i deras genuina form. Dialekten i Närpes brukar anges som det extremaste exemplet.
Svenska talad av finskspråkiga förväxlas i Sverige ibland med finlandssvenska. Både finlandssvenska och rikssvenska används i undervisningen av svenska som det "andra inhemska språket", många finnar exponeras i huvudsak för finlandssvenska, och finskan och finlandssvenskan har en del gemensamma drag, delvis på grund av inflytande åt båda hållen, men finsk brytning skall inte förväxlas med finlandssvenska.

### Åländska
Åland är enspråkigt svenskt och Ålands svenska språk och kultur skyddas i självstyrelselagen. Landskapets geografiska placering mellan fasta Finland och Sverige avspeglas även i åländskan då vissa åländska dialekter liknar finlandssvenskan medan andra mer liknar dialekterna i Roslagen. Man kan skilja på västliga och östliga åländska dialekter. I öster har de genuina dialekterna drag som är gemensamma med bland annat Åboland och södra Österbotten. I västra Åland (speciellt Eckerö) har dialekterna en hel del gemensamt med dialekten i Roslagen, bland annat initialt h-bortfall.

## Estlandssvenska
Estland har tidigare haft en svenskspråkig minoritet. I Estland talades svenska allmänt längs den nordvästra kusten och på öarna, framförallt på Ormsö, Dagö, Nuckö, Rågöarna, Odensholm, Rickul, Sutlep, Vippal, Korkis, Nargö och Runö.

## Amerikasvenska
Det var vanligt att svenskbördiga personer i Nordamerika använde svenska ännu på 1920-talet. Dessa människor bildade sin egen svensktalande gruppering av det svenska språket, "Amerikasvenskan kännetecknas framför allt av dialektutjämning, dialektblandning, förenkling och inlånade ord och uttryck från engelskan". Men idag, liksom med gammelbysvenskan, har de flesta svenskamerikaner bytt modersmål till engelska, eller till något östslaviskt språk, som i fallet med Gammelsvenskby. 1890 befann sig det ungefär 800 000 svenskamerikaner i USA. Detta skulle ha gjort denna språkgrupp till den andra största nationella grupperingen av svensktalande i världen, efter svenskan i Sverige, medan finlandssvenskan är idag näst mest talad av de olika nationella gruperingarna av svenska globalt.
Linn Andersson skriver i sitt verk Amerikasvenska Lexikala jämförelser och attritionspåverkan: "Efter att informanternas lexikon undersökts går det att konstatera att det förekommer inslag av engelska ord och uttryck i olika grad.". En annan orsak till att amerikasvenskan försvunnit som vardagligt språk kan vara detta: "När massiva lån från ett dominant språk nyttjas i ett mer recessivt språk, kan det betyda att attrition på en samhällelig nivå har skett". Med andra ord, det att amerikasvenskan anpassat sig till engelskan, ledde till inlånande av ord och fraser, som mycket liknade engelskan. Samma sak bidrog även till att amerikasvenskarna själva förlorade språket, genom språkbyte till engelska, och även att inte alla amerikasvenska drag är lätta att klassificera som härstammande från äldre svenska dialektala drag eller egna innovationer.

## Övriga mindre svensktalande grupper
Runt 1900-talets början fanns det cirka 2500 svenskar i Argentina, som talade argentinasvenska.